# Lavaredo Ultra Trail
Le Lavaredo Ultra Trail, ou La Sportiva Lavaredo Ultra Trail de son nom complet citant le principal sponsor, La Sportiva, est un ultra-trail disputé chaque année en juin à Cortina d'Ampezzo, en Italie. Établi en 2007 comme une épreuve autonome, il constitue désormais l'une des étapes de l'Ultra-Trail World Tour fondé en 2013 et disputé pour la première fois en 2014. 
Le parcours évolue chaque année, jusqu'en 2014 où la distance de 120 km pour un dénivelé positif de 5 850 m devient définitive. Les coureurs s'élancent stimulés sous la musique The Ecstasy of Gold d'Ennio Morricone.
L'édition 2020, initialement prévue le 26 juin, est annulée, en raison de la pandémie de coronavirus.

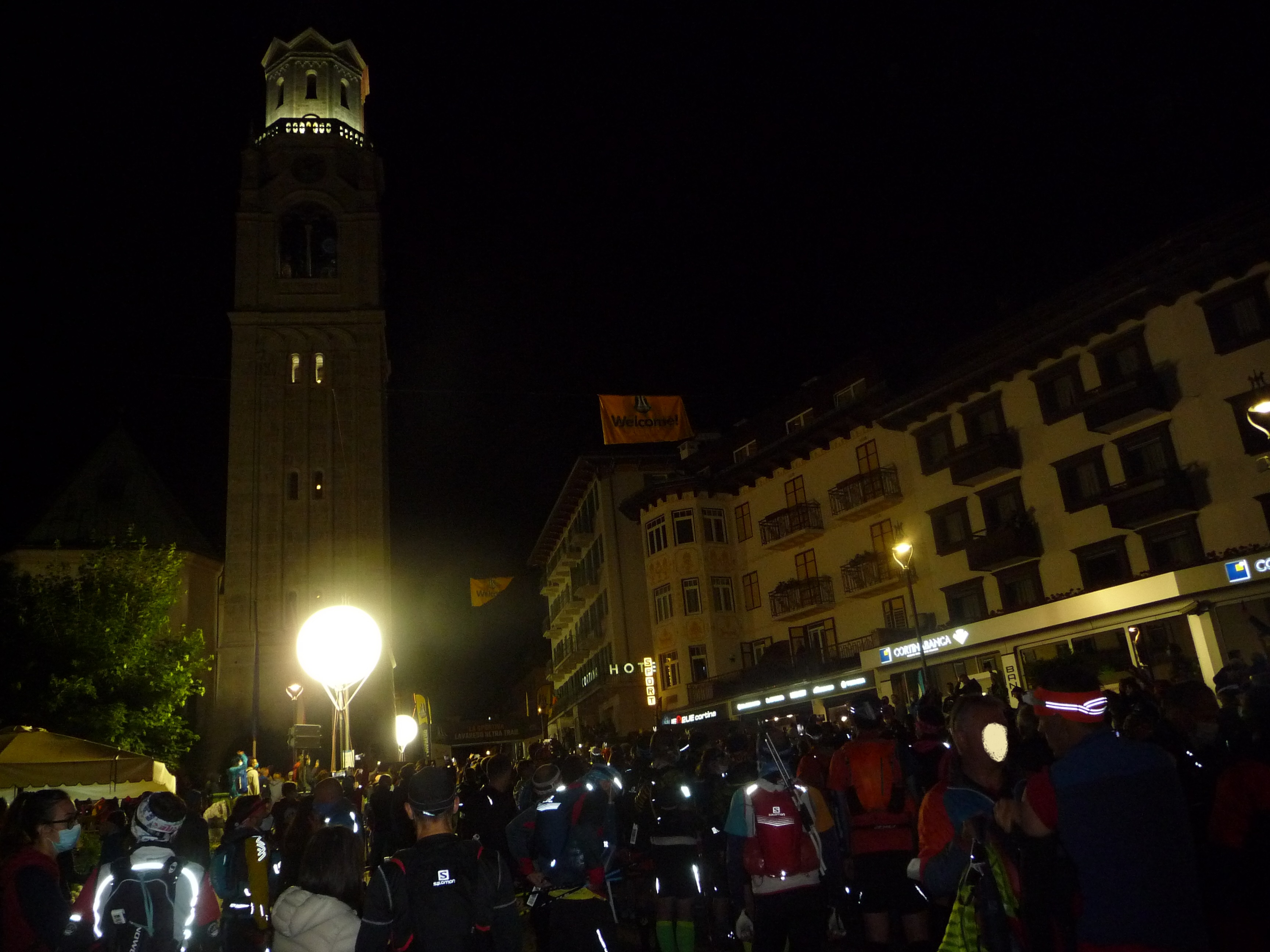
Départ du Lavaredo Ultra Trail 2021 vers 23h

## Sponsors
Jusqu'en 2018, le principal sponsor de l'évènement était The North Face, mais à partir de l'édition 2019, La Sportiva est devenu le sponsor majeur de cette manifestation sportive.

## Parcours

### Principales difficultés
- Le forcella Sonforca. Il est grimpé sur la Cortina Skyrace et le grand parcours.
- Le forcella Lavaredo (2 454 m), col sous les Tre Cime di Lavaredo. Il est précédé du passage par le refuge Auronzo[1] (2 330 m). Les coureurs du grand parcours grimpent cette ascension après le lac de Misurina[1] (1 754 m). Les coureurs du parcours de l'Ultra Dolomites grimpent au refuge Auronzo par un autre versant.
- Le forcella de Lerosa (2 020 m) grimpé après la base-vie de Cimabanche
- Le forcella col dei Bos[2] (2 331 m), la plus longue ascension du parcours, grimpée depuis Pian de Loa (1 380 m) en suivant le val de Travenanzes. Arrivés à un palier au cours de l'ascension, à près de 1 800 m d'altitude, les coureurs doivent traverser à plusieurs reprises le torrent du Rio Travenanzes et se mouiller ainsi les pieds.
- Le refuge Averau (2 419 m), ascension courte mais l'une des plus raides. Il est grimpé sur le grand parcours, l'Ultra Dolomites et également sur le Cortina Trail[3].

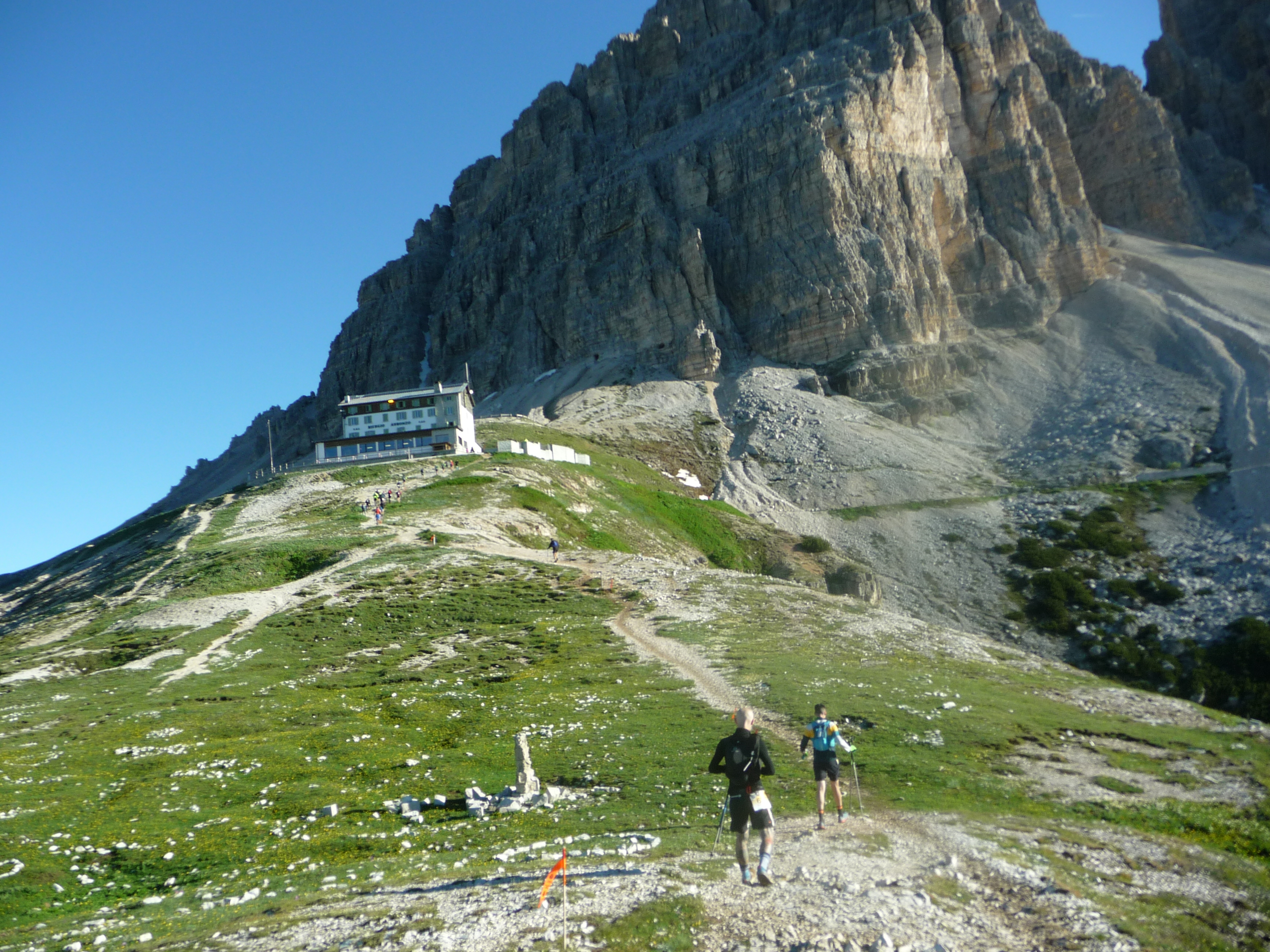
Le refuge Auronzo (2330m) au pied des Tre Cime di Lavaredo.
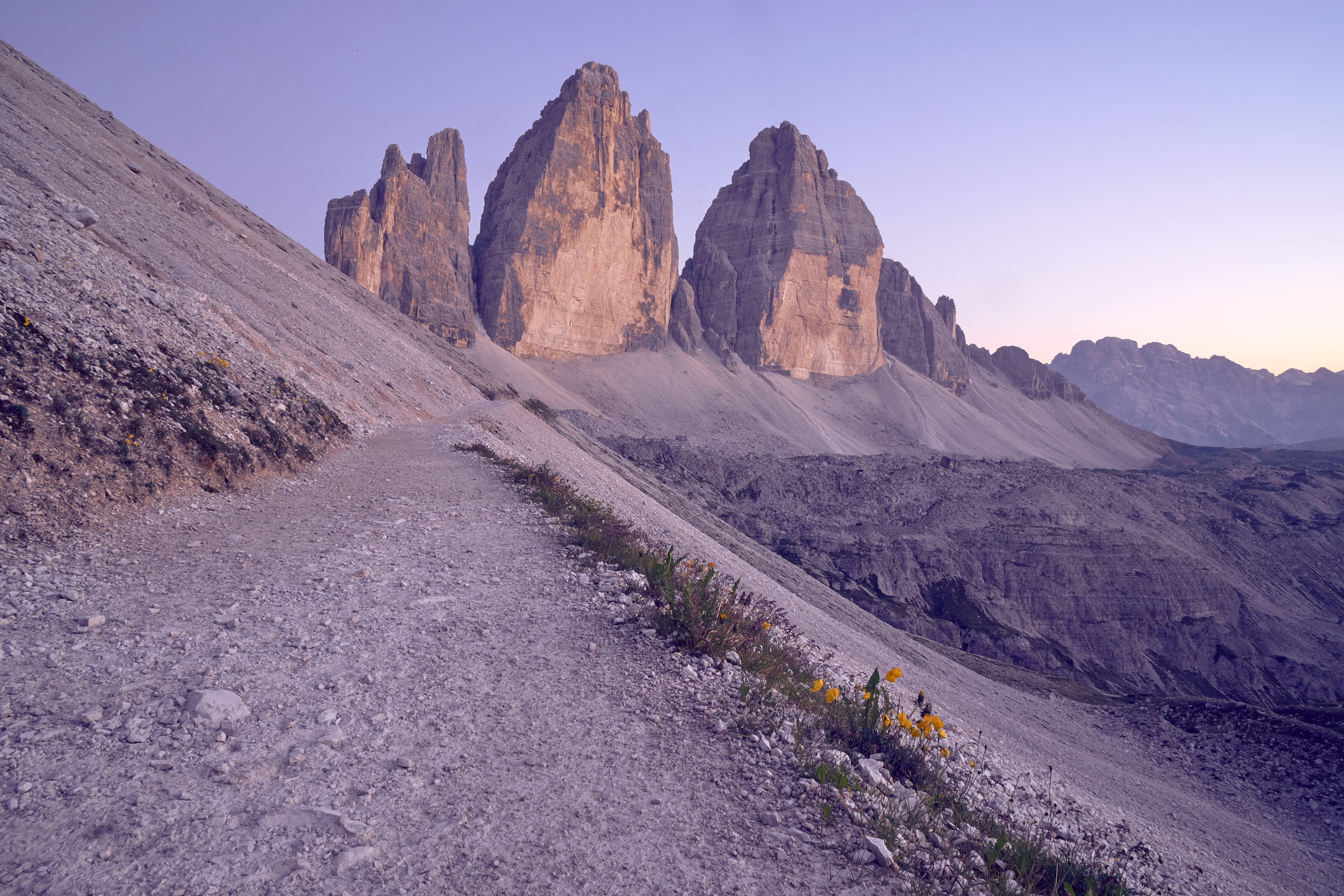
Le forcella Lavaredo (2 454 m) juste au pied des Tre Cime.
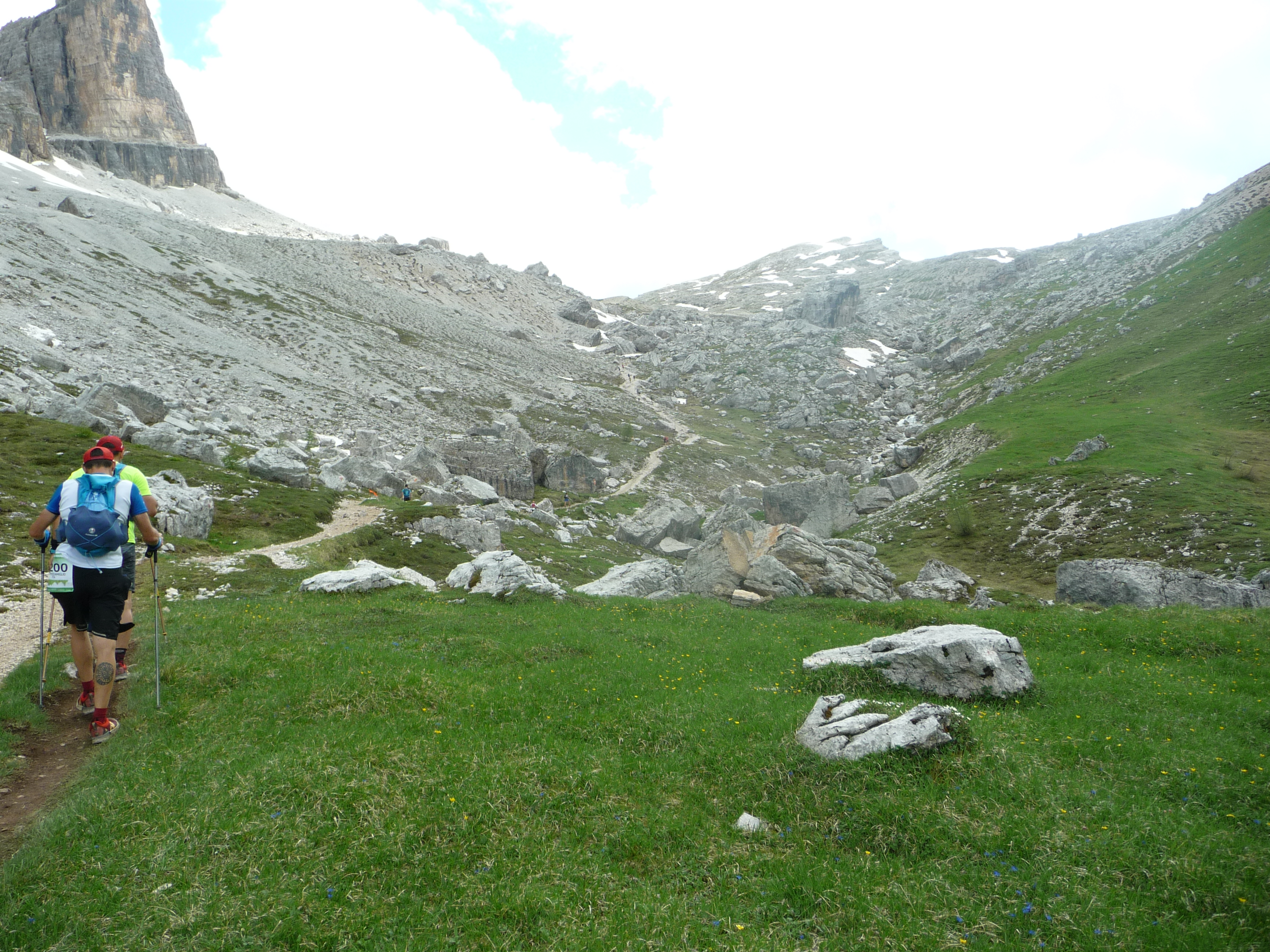
Le décor minéral de la fin de l’ascension du forcella col dei Bos.
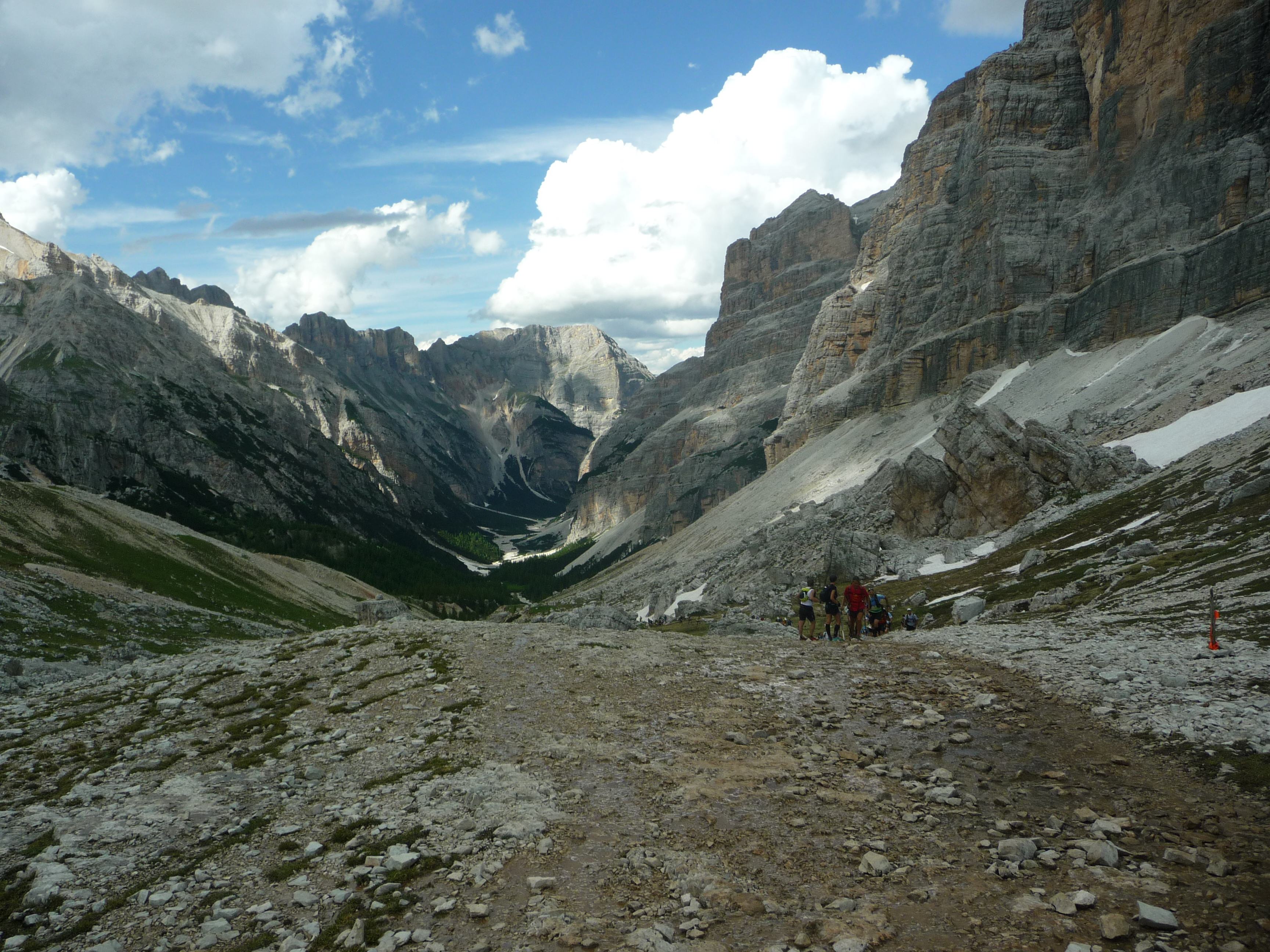
À proximité du col dei Bos, vue en arrière sur le val de Travenanzes traversé plus tôt.
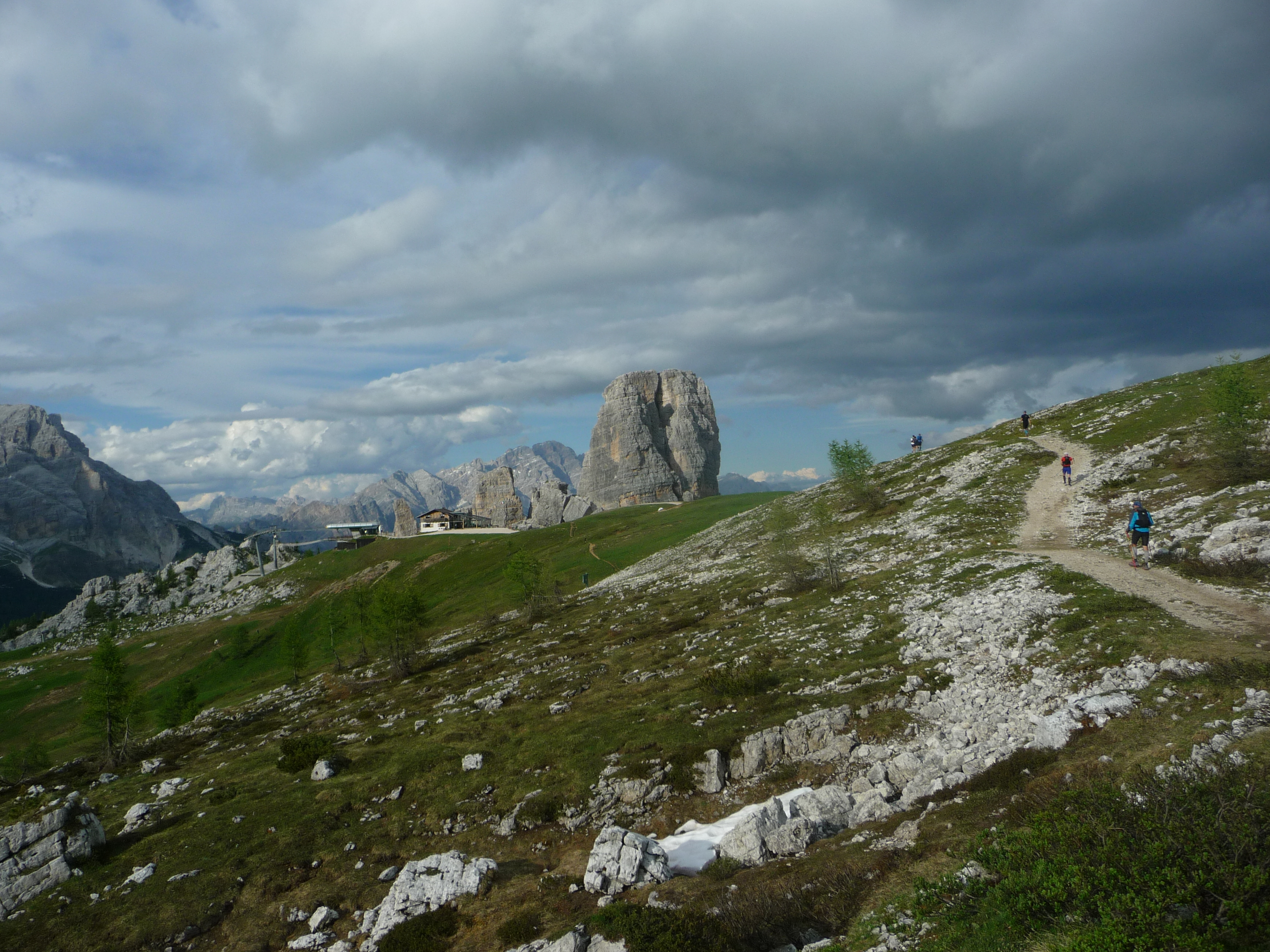
Dans l’ascension du refuge Averau.

### Evolution du parcours

#### Grand parcours du Lavaredo Ultra Trail

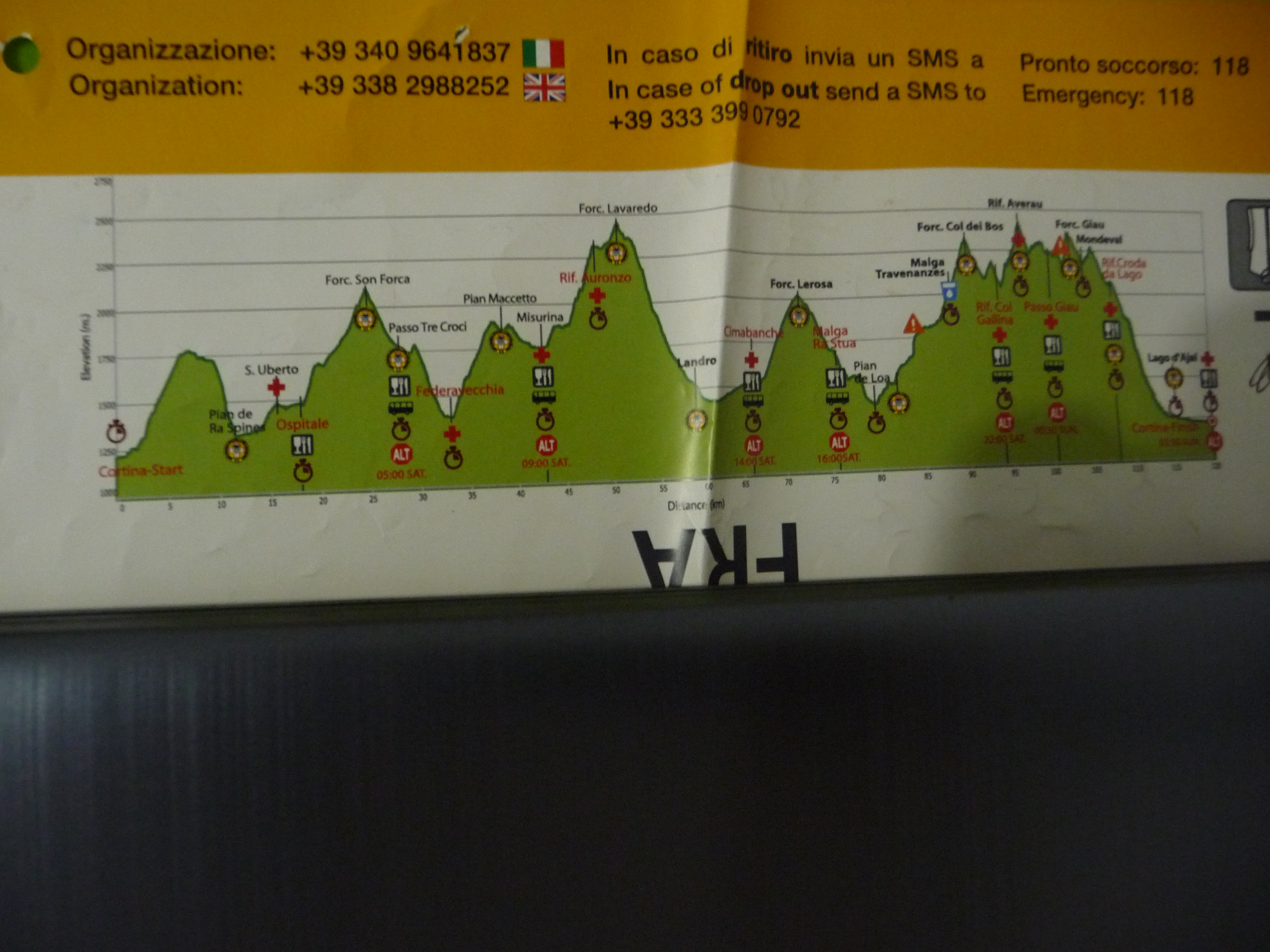
Profil du grand parcours en 2021.

Jusqu'en 2011, le départ de la course s'effectuait à Auronzo di Cadore. Depuis, les coureurs démarrent la course et la finissent à Cortina d'Ampezzo.
| Edition | Date   | Distance | Dénivelé   |
| ------- | ------ | -------- | ---------- |
| 1er     | 2007   | 46 km    | 2 800 m D+ |
| 2e      | 2008   | 53 km    | 3 300 m D+ |
| 3e      | 2009   | 60 km    | 3 700 m D+ |
| 4e      | 2010   | 90 km    | 5 000 m D+ |
| 5e      | 2011   | 87 km    | 5 300 m D+ |
| 6e      | 2012   | 118 km   | 5 700 m D+ |
| 7e      | 2013   | 85,3 km  | 3 541 m D+ |
| 8e      | 2014 — | 120 km   | 5 850 m D+ |

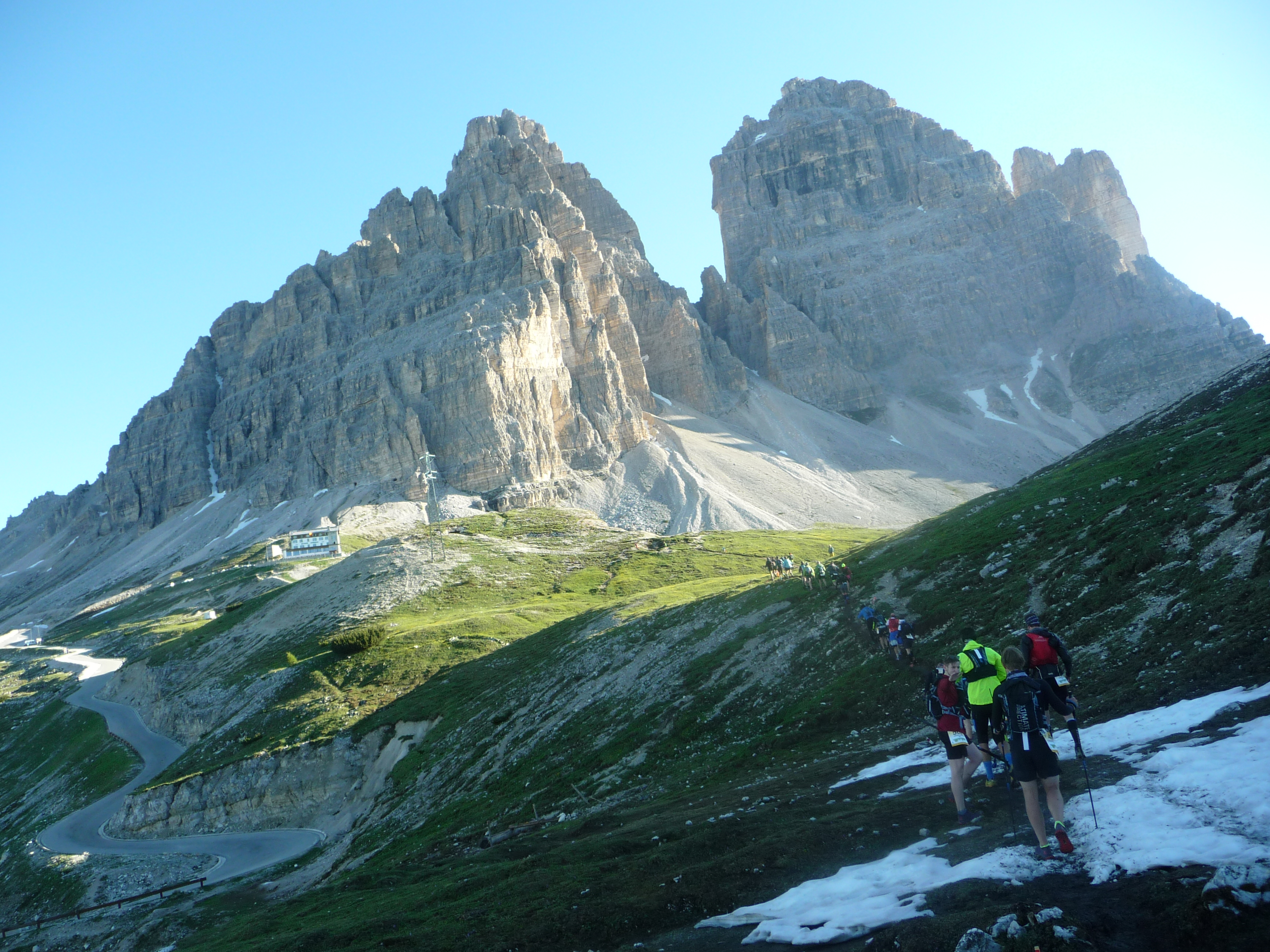
La montée du refuge Auronzo.
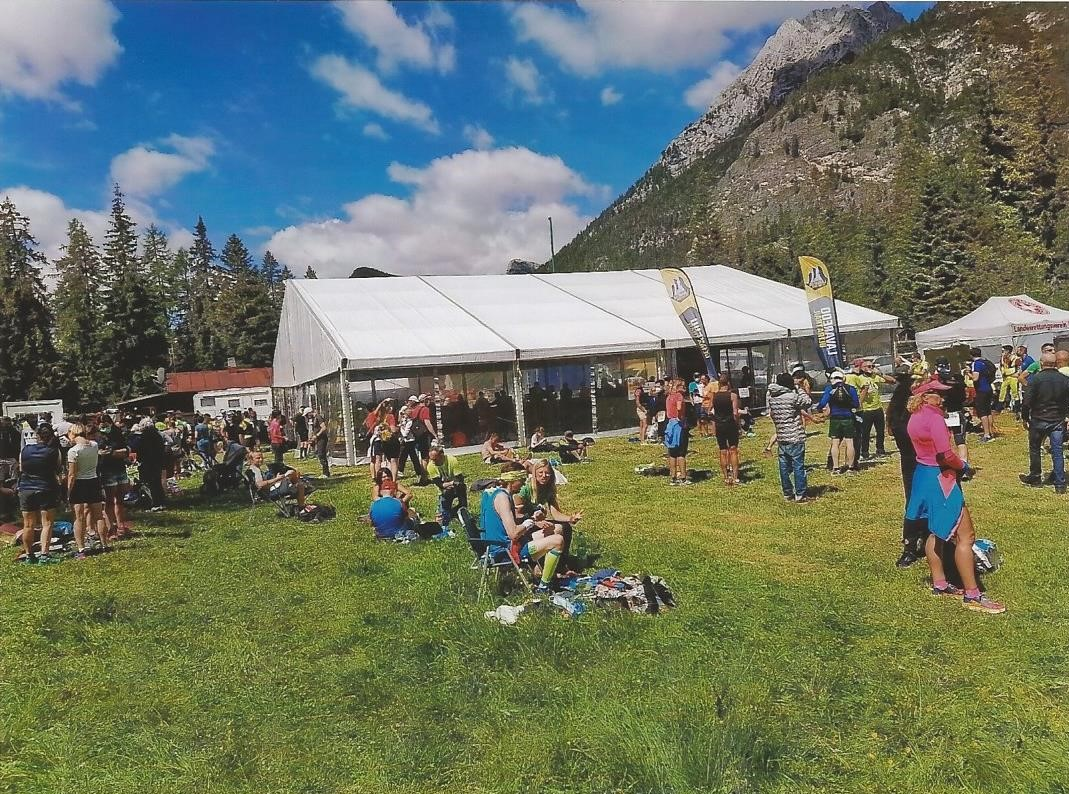
La base-vie de Cimabanche, sur l’édition 2021, au km 67,1.
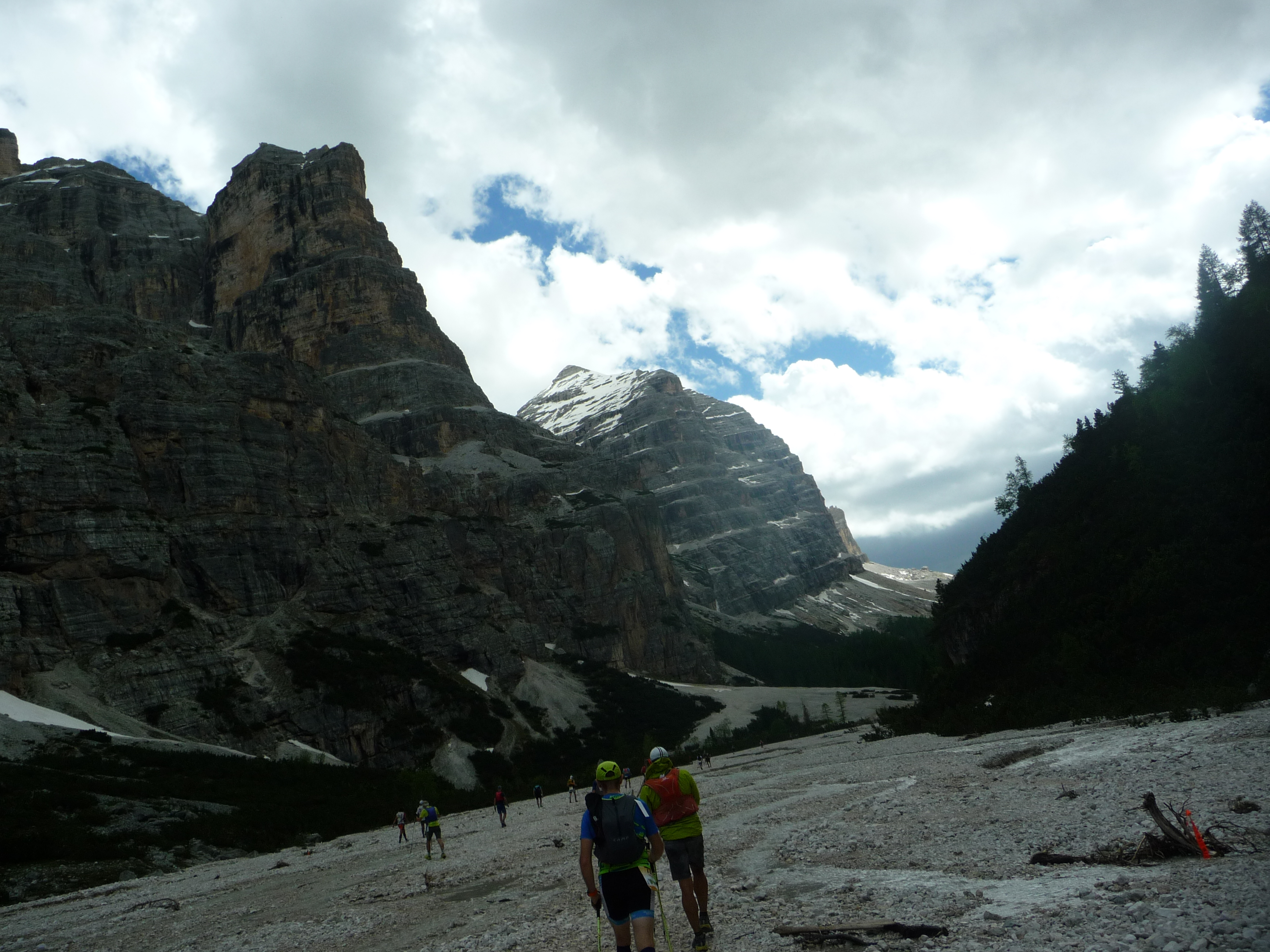
Traversée du torrent du Rio Travenanzes au niveau d’un palier vers 1 800 m d’altitude dans la longue montée du forcella col dei Bos.
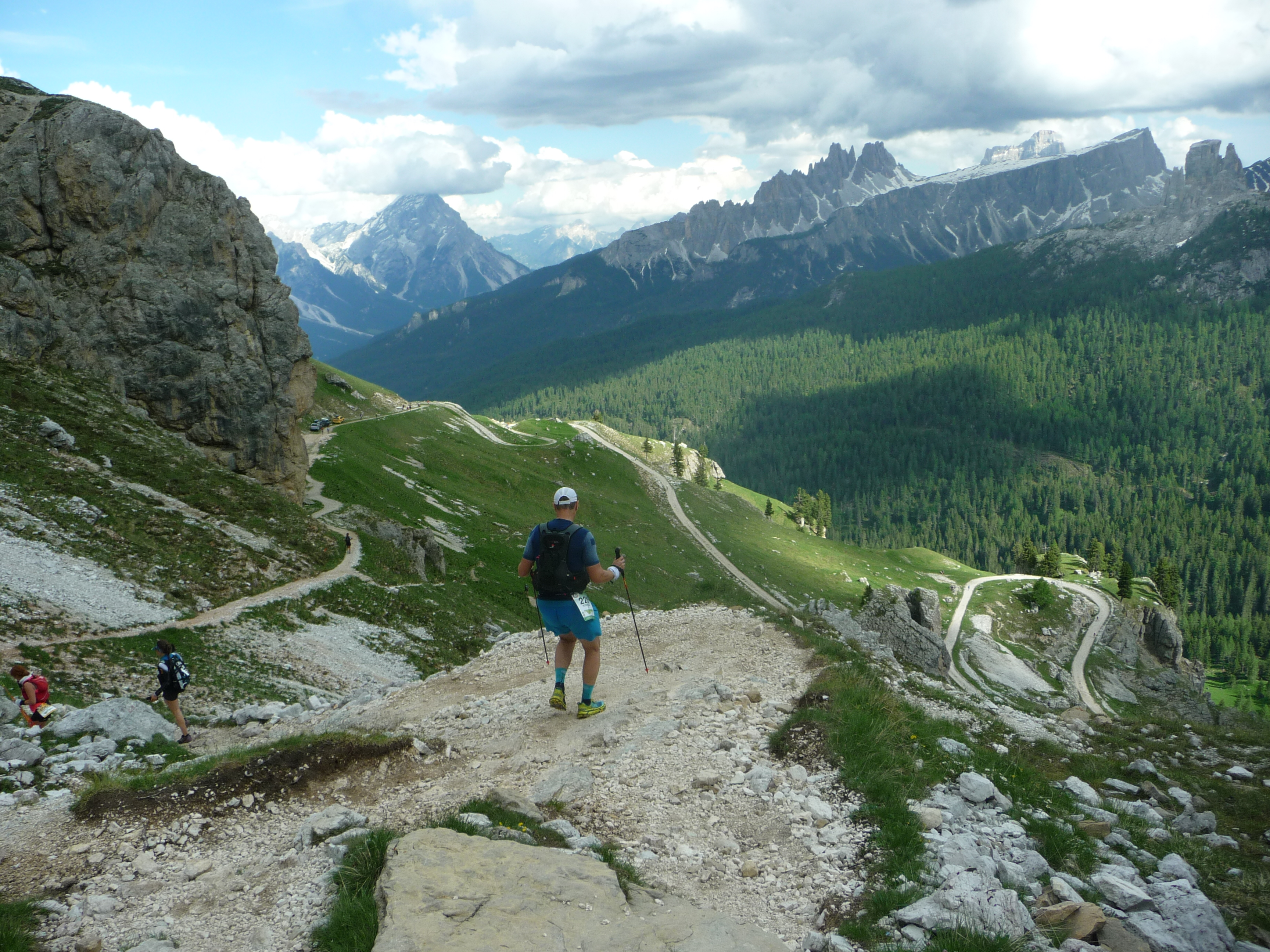
Descente juste après le forcella col dei Bos.
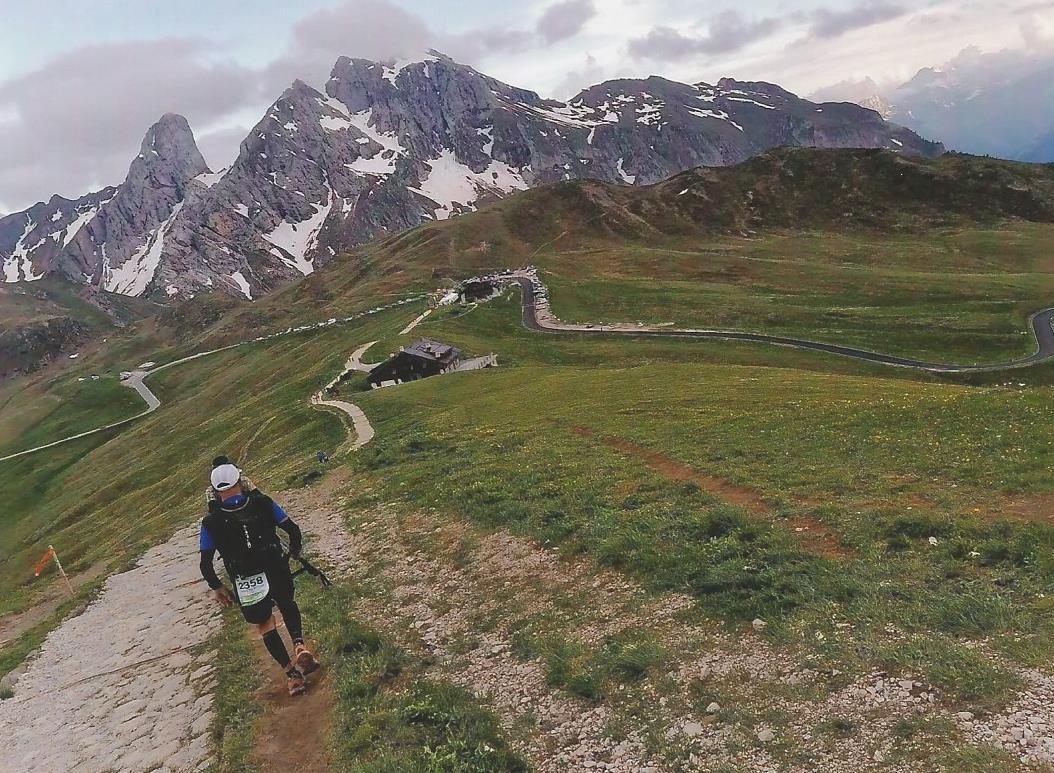
Petite descente vers le passo Giau (2 233 m), après 104,3 km de course sur l’édition 2021.

#### Ultra Dolomites
En 2019, l'Ultra Dolomites s'est élancé d'Auronzo di Cadore puis de Sesto en 2021, à chaque fois avec une arrivée à Cortina d'Ampezzo.
| Edition | Date | Distance | Dénivelé   |
| ------- | ---- | -------- | ---------- |
| 1er     | 2019 | 87 km    | 4 600 m D+ |
| 2e      | 2021 | 80 km    | 4 100 m D+ |

#### Cortina Trail
La première édition a eu lieu en 2012.
| Dates       | Distance | Dénivelé   |
| ----------- | -------- | ---------- |
| 2012        | 46,2 km  | 2 520 m D+ |
| 2013        | 46 km    | 2 540 m D+ |
| 2014 à 2016 | 47 km    | 2 650 m D+ |
| 2017 à 2021 | 48 km    | 2 600 m D+ |

#### Cortina Sky Race
Depuis sa naissance en 2015, son format est invariable avec 20 km et 1 000 m de dénivelé.

## Éditions particulières

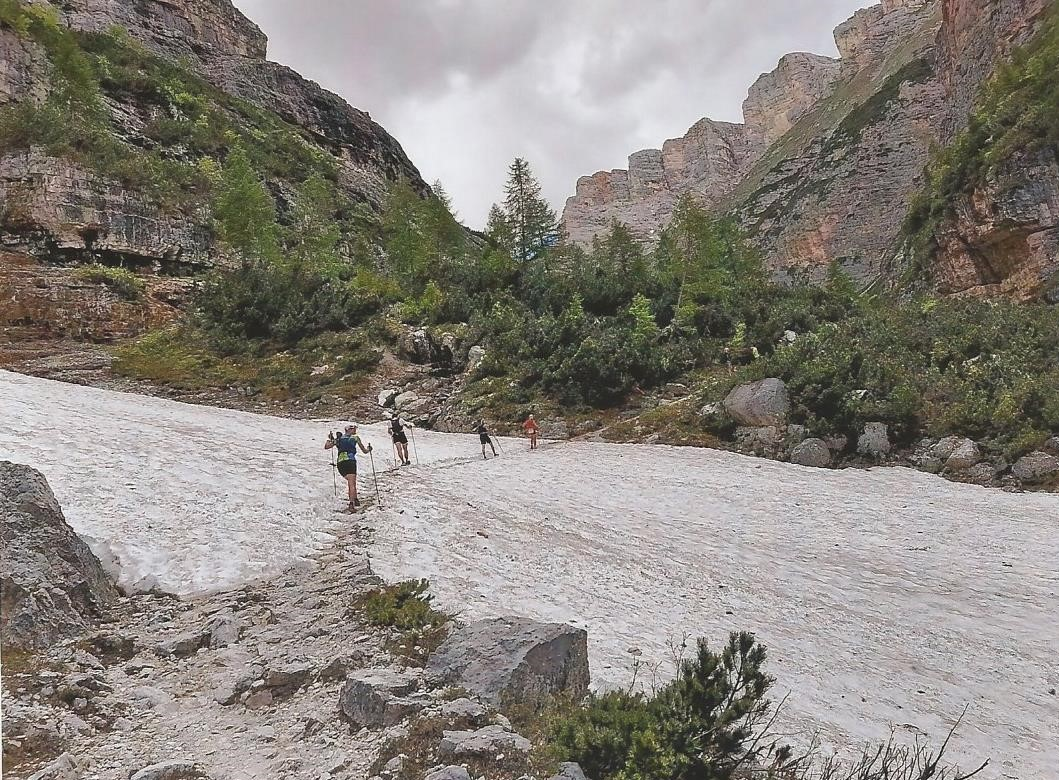
À la fin du mois de juin, il y a encore des névés à franchir, ici dans la longue ascension du col dei Bos en 2021.

En 2013, le parcours fut réduit à 85,3 km et 3 541 m de dénivelé à cause d'une trop grande quantité de neige en altitude.

## Palmarès
| Édition | Date           | Hommes                                                  | Hommes                                                  | Hommes                                                  | Femmes                                                  | Femmes                                                  | Femmes                                                  |
| ------- | -------------- | ------------------------------------------------------- | ------------------------------------------------------- | ------------------------------------------------------- | ------------------------------------------------------- | ------------------------------------------------------- | ------------------------------------------------------- |
|         |                | Rang                                                    | Athlète                                                 | Temps                                                   | Rang                                                    | Athlète                                                 | Temps                                                   |
| 1re     | 24 juin 2007   | 1er                                                     | Fabio Caverzan                                          | 04 h 46 min 06 s                                        | 7e                                                      | Angela De Poi                                           | 05 h 45 min 02 s                                        |
| 2e      | 22 juin 2008   | 1er                                                     | Csaba Németh                                            | 05 h 34 min 28 s                                        | 24e                                                     | Stefania Satini                                         | 06 h 58 min 04 s                                        |
| 3e      | 21 juin 2009   | 1er                                                     | Csaba Németh — 2e victoire                              | 06 h 54 min 52 s                                        | 49e                                                     | Luisa Balsamo                                           | 08 h 59 min 54 s                                        |
| 4e      | 26 juin 2010   | 1er                                                     | Csaba Németh — 3e victoire                              | 11 h 10 min 43 s                                        | 17e                                                     | Cinzia Bertasa                                          | 14 h 03 min 18 s                                        |
| 5e      | 2 juillet 2011 | 1er                                                     | Sébastien Chaigneau                                     | 09 h 29 min 51 s                                        | 17e                                                     | Fernanda Maciel                                         | 12 h 45 min 24 s                                        |
| 6e      | 29 juin 2012   | 1er                                                     | Iker Karrera                                            | 12 h 26 min 29 s                                        | 10e                                                     | Francesca Canepa                                        | 15 h 58 min 02 s                                        |
| 7e      | 28 juin 2013   | 1er                                                     | Sébastien Spehler                                       | 07 h 39 min 35 s                                        | 29e                                                     | Cheryl Beatty                                           | 09 h 31 min 12 s                                        |
| 8e      | 27 juin 2014   | 1er                                                     | Anton Krupicka                                          | 12 h 42 min 31 s                                        | 18e                                                     | Rory Bosio                                              | 14 h 29 min 54 s                                        |
| 9e      | 26 juin 2015   | 1er                                                     | Didrik Hermansen                                        | 12 h 34 min 29 s                                        | 10e                                                     | Caroline Chaverot                                       | 13 h 40 min 34 s                                        |
| 10e     | 24 juin 2016   | 1er                                                     | Andy Symonds                                            | 12 h 15 min 04 s                                        | 19e                                                     | Andrea Huser                                            | 14 h 32 min 39 s                                        |
| 11e     | 23 juin 2017   | 1er                                                     | Fabien Antolinos                                        | 12 h 32 min 34 s                                        | 12e                                                     | Caroline Chaverot — 2e victoire                         | 14 h 05 min 45 s                                        |
| 12e     | 22 juin 2018   | 1er                                                     | Hayden Hawks                                            | 12 h 16 min 20 s                                        | 24e                                                     | Kelly Wolf                                              | 14 h 37 min 00 s                                        |
| 13e     | 28 juin 2019   | 1er                                                     | Tim Tollefson                                           | 12 h 18 min 47 s                                        | 22e                                                     | Kathrin Goetz                                           | 14 h 59 min 52 s                                        |
| –       | 26 juin 2020   | Édition annulée en raison de la pandémie de coronavirus | Édition annulée en raison de la pandémie de coronavirus | Édition annulée en raison de la pandémie de coronavirus | Édition annulée en raison de la pandémie de coronavirus | Édition annulée en raison de la pandémie de coronavirus | Édition annulée en raison de la pandémie de coronavirus |
| 14e     | 26 juin 2021   | 1er                                                     | Hannes Namberger                                        | 12 h 02 min 12 s                                        | 13e                                                     | Camille Bruyas                                          | 14 h 06 min 16 s                                        |
| 15e     | 25 juin 2022   | 1er                                                     | Hannes Namberger — 2e victoire                          | 11 h 56 min 28 s                                        | 27e                                                     | Mimmi Kotka                                             | 14 h 51 min 25 s                                        |
| 16e     | 23 juin 2023   | 1er                                                     | Jonas Russi                                             | 12 h 13 min 04 s                                        | 21e                                                     | Fiona Porte                                             | 14 h 57 min 36 s                                        |
| 17e     | 28 juin 2024   | 1er                                                     | Hannes Namberger — 3e victoire                          | 11 h 57 min 15 s                                        | 20e                                                     | Rosanna Buchauer                                        | 14 h 09 min 23 s                                        |
| 18e     | 27 juin 2025   | 1er                                                     | Ben Dhiman                                              | 11 h 49 min 16 s                                        | 15e                                                     | Courtney Dauwalter                                      | 14 h 14 min 40 s                                        |